# Pink Sapphire
Pink Sapphire japán popegyüttes volt, melyet 1989-ben alapított Cukada Aja énekes, Szuzuki Takako gitáros, Isida Miki basszusgitáros és Kikuno Harumi dobos. Az együttes első kislemeze P.S. I Love You címen jelent meg 1990. július 25-én s egyből az Oricon eladási listájának második helyére ugrott, hasonlóan az ugyanilyen címmel megjelent középlemezükhöz. 1991-ben elnyerték a Japan Gold Disc Award és a Nippon Yusen Awards díjátadók legjobb új előadónak járó díjait. A zenekarból 1994-ben kilépett Cukada, helyét Mayu vette át, ám vele már nem készítettek újabb lemezt, mivel a zenekar négy stúdióalbum után, 1995-ben feloszlott.

## Diszkográfia

### Stúdióalbumok
- From Me to You (1991. február 21.)
- Happy Together (1991. november 6.)
- Today and Tomorrow (1992. május 21.)
- Birthday (1993. április 21.)

### Válogatásalbumok
- Best for You: Single Collection (1992. december 10.)
- Golden Best: P.S. I Love You (2011. április 11.)

### Középlemezek
- P.S. I Love You (1990. szeptember 26.)

### Kislemezek
- P.S. I Love You (1990. július 25.)
- Dakisimetai (1990. november 7.)
- Hello Goodbye (1991. január 30.)
- Happy no Dzsóken (1991. május 29.)
- All-Weather Girl (1991. október 9.)
- Tomorrow (1992. március 25.)
- For the Earth (1992. október 21.)
- Classmate (1993. február 24.)

### Videók
- P.S. I Love You (1990.)
- Roll Up!: Sibuja Kókaidó Live 1991 (1991.)
- Clips I (1991. december 16.)

## Megjelenésük a kultúrában
- A Fuji TV Kimocsi ii koi sitai című doramájának a P.S. I Love You volt a főcímdala
- A Hudson Soft Galaxy Fräulein Juna című PC Engine-játékának a P.S. I Love You volt a főcímdala
- A Yokohama Rubber Company gumiabroncsgyártó-vállalat egyik televíziós reklámjának az All-Weather Girl volt a főcímdala
- A Recruit japán vállalat 1991 nyári reklámkampányának a Happy no dzsóken volt a főcímdala[3]
- Az East Japan Railway Company vasúthálózat 1991-es reklámkampányának a Dakisimetai volt a főcímdala
- A TV Asahi Bin Bin House zárófőcím-dala a Tomorrow volt